# Bia Seidl
Maria Beatriz Parpinelli Seidl (sinh ngày 19 tháng 9 năm 1961, tại Rio de Janeiro, Brazil) là một nữ diễn viên người Brazil.

## Nghề nghiệp
Trên truyền hình, cô đóng trong một số phim tiểu thuyết quan trọng như Paraíso, Louco Amor, Dona Beija, Mandala, Vale Tudo, Vamp, Engraçadinha. . . Seus Amores e Seus Pecados, Đài tưởng niệm Maria Moura, Alma Gêmea  và gần đây ở Insensato Coração. Nhưng nó được đánh dấu bằng màn trình diễn là Gláucia A Gata Comeu đáng ghét và đáng ghen tị ở một trong những phim hit lớn nhất của nó.
Bia đã tâm sự trên cuốn tiểu thuyết của Sílvio de Abreu, Jogo da Vida, một cuốn tiểu thuyết của São Paulo.
Vera, nhân vật của cô ở Malhação, phát hiện ra một căn bệnh ung thư vú và đang tiến hành phẫu thuật cắt bỏ vú triệt để (lựa chọn, một quyết định dũng cảm không tái tạo lại bộ ngực đã mất).
Trong nhà hát đóng vai Bernard Shaw Cândida là nhân vật chính, một người phụ nữ kết hôn với một người mục sư.
Năm 2007, cô đã xuất hiện trong tiểu thuyết Duas Caras. Năm 2008, Rod tham gia hai tập phim Casos e Acasos.
Năm 2009, cô được chọn vào đóng phim microssérie Deu a Louca no Tempo. Trong cùng năm đó đã tham gia vào việc làm lại cuốn tiểu thuyết Paraíso. Nữ diễn viên tham gia dàn diễn viên của phiên bản đầu tiên của cuốn tiểu thuyết này mở đầu năm 1982.
Năm 2010, cô được mời tham gia loạt phim A Vida Alheia. Năm sau, nữ diễn viên của tiểu thuyết Insensato Coração. Năm 2012, cuốn tiểu thuyết là Lado a Lado, đóng vai người mẹ gương mẫu Margarida.
Năm 2017, Bia ký hợp đồng với RecordTV để chơi Débora, một trong những nhân vật chính trong Apocalipse.